# Batang Hari
Le Batang Hari est le plus long cours d'eau de l'île de Sumatra en Indonésie. Il prend sa source dans les hautes terres du pays minangkabau dans la province de Sumatra occidental, et coule dans la zone centrale de Sumatra avec un climat de forêt tropicale humide.
La ville de Jambi, capitale de la province du même nom, est située à l'embouchure du Batang Hari.